# Begonia schaeferi
Begonia schaeferi é uma espécie de Begonia, nativa do Camarões e Nigéria.

## Sinônimo
- Begonia ramosa Sosef